# Шампанский язык
Шампанский язык — язык ойль, на котором говорят в Шампани и некоторых деревнях Бельгии. Из-за влияния французского языка практически вымер. Является региональным языком Шампани и Валлонии.
La minute champenoise («Минута шампанского») — телевизионная программа, на шампанском продолжается одну минуту. Она была показана впервые в 2007 году на 32 канале в локальной сети Труа и Об.

## История
Самые ранние книги на шампанском языке вышли в 16 веке. Тогда на этом языке иногда читали молитвы.

## Фонология
На севере Шампани фонология сходна с нормандским и пикардским языками: несмотря на субстраты и суперстраты, сохранилось произношение звуков /k/ и /ɡ/ перед /а/, но на юге Шампани от их влияния /k/ поменялся на /ʃ/, /ɡ/ — на /d͡ʒ/.